# Čelovce (Banská Bystrica)
Čelovce (in ungherese Csall, in tedesco Schaal) è un comune della Slovacchia facente parte del distretto di Veľký Krtíš, nella regione di Banská Bystrica.

## Storia
Il villaggio fu menzionato per la prima volta nel 1295, con il nome di Chal, quando apparteneva alla famiglia Hunt. Nel XVI secolo passò al Castello di Čabraď, periodo durante in quale fu colpito da molte distruzioni di guerra.